# باشگاه فوتبال توبول
باشگال فوتبال توبول (قزاقی: Тобыл Футбол Клубы) یک باشگاه فوتبال در شهر قوستانای، قزاقستان است. این باشگاه در لیگ برتر فوتبال قزاقستان بازی می‌کند. این باشگاه در سال ۱۹۶۷ تأسیس شده‌است.

باشگاه فوتبال توبول (به قزاقی: Тобыл Футбол Клубы؛ به انگلیسی: FC Tobol) یک باشگاه حرفه‌ای فوتبال مستقر در شهر قوستانای در کشور قزاقستان است. این باشگاه هم‌اکنون در لیگ برتر فوتبال قزاقستان، بالاترین سطح فوتبال این کشور، رقابت می‌کند.

### تاریخچه
باشگاه فوتبال توبول در سال ۱۹۶۷ با نام اولیهٔ Avtomobilist Kostanay تأسیس شد و طی سال‌ها با تغییر نام‌های مختلفی از جمله Energetik و Khimik، سرانجام در سال ۱۹۹۵ به نام فعلی خود، توبول، تغییر نام داد.
نام باشگاه از رودخانهٔ توبول گرفته شده که از منطقهٔ قوستانای عبور می‌کند. این باشگاه از جمله تیم‌های باسابقه در فوتبال قزاقستان به‌شمار می‌رود و از زمان استقلال این کشور در دههٔ ۱۹۹۰، همواره یکی از تیم‌های پایدار در لیگ برتر بوده است.

### افتخارات
باشگاه توبول در دهه‌های اخیر موفق به کسب افتخاراتی در سطح ملی و بین‌المللی شده است. مهم‌ترین دستاوردهای این باشگاه عبارتند از:
- قهرمان لیگ برتر قزاقستان: ۱ بار
  - ۲۰۱۰
- نایب‌قهرمان لیگ برتر: چندین بار
- قهرمان جام حذفی قزاقستان:
  - ۲۰۲۱
- قهرمان سوپرجام قزاقستان:
  - ۲۰۲۱

توبول همچنین تجربهٔ حضور در رقابت‌های بین‌المللی نظیر لیگ اروپا و لیگ کنفرانس اروپا را داشته و به‌عنوان یکی از نمایندگان قزاقستان در رقابت‌های باشگاهی قاره‌ای شناخته می‌شود.

### ورزشگاه
باشگاه توبول بازی‌های خانگی خود را در ورزشگاه مرکزی قوستانای برگزار می‌کند. این ورزشگاه ظرفیت تقریبی ۸٬۵۰۰ نفر را دارد و یکی از ورزشگاه‌های استاندارد در منطقهٔ شمال قزاقستان به‌شمار می‌رود.

### رنگ و نشان
رنگ‌های رسمی باشگاه توبول زرد و سبز هستند. نشان باشگاه ترکیبی از نمادهای بومی منطقه و عناصر فوتبالی است و در طراحی آن از شکل هندسی ساده‌ای استفاده شده که نماد پایداری و تاریخ‌مندی است.

### بازیکنان برجسته
در طول سال‌ها، بازیکنان برجسته‌ای در این تیم بازی کرده‌اند، از جمله چندین بازیکن ملی‌پوش قزاق و همچنین بازیکنان خارجی از کشورهای مختلف آسیایی و اروپایی. باشگاه در زمینهٔ پرورش استعدادهای بومی نیز فعالیت دارد و بخشی از ساختار آن به آموزش و توسعهٔ فوتبال پایه اختصاص دارد.

### ساختار و مدیریت
باشگاه توبول تحت نظارت فدراسیون فوتبال قزاقستان و با حمایت‌های دولتی و خصوصی اداره می‌شود. هیئت‌مدیره و مدیریت اجرایی باشگاه بر توسعهٔ زیرساخت‌ها، جذب بازیکنان حرفه‌ای و گسترش پایگاه هواداری متمرکز هستند.